# Sitras HES
A Sitras HES a német Siemens új hibrid energiatároló rendszere, amely egy mobil energiatároló egységből és egy vontatási battériából áll. Ezek révén egy ezzel felszerelt villamos akár 2500 métert is megtehet felsővezeték nélkül ott, ahol a vezeték városképi szempontból nemkívánatos, vagy műszaki okokból nehezen létesíthető, pl. hidakon vagy alagútban. További előnye, hogy a vele felszerelt jármű áramfogyasztása akár 30%-kal is kevesebb lehet, ami költségben és CO2-emisszióban is megtakarítást jelent.